# Suaeda californica
Suaeda californica là loài thực vật có hoa thuộc họ Dền. Loài này được S. Watson miêu tả khoa học đầu tiên năm 1874.